# Сајма
Сајма или Сајмен (фин. Saimaa, швед. Saimen) је мрежа језера у југоисточном делу Финске близу руско-финске границе. Површина језера износи око 1.377 km² (са споредним језерима 1.760 km²) а са суседним већим језерима са којима је повезано системом канала и отока 4.400 km². Језеро Сајма је највеће језеро у Финској а четврто по величини у Европи. Дубина језера је око 82 метра, а налази се на надморској висини од 76 m. Језеро је веома добро разуђено и дужина његове обале износи скоро 15.000 km што је чини најдужом обалном линијом на свету.
Језеро има високе, стеновите обале и преко 14.000 острва укупне површине од око 660 km². Најважнија насеља на обали језера су: Лапенранта (фин. Lappeenranta), Иматра (фин. Imatra), Савонлина (фин. Savonlinna) и Микели (фин. Mikkeli) - главно пристаниште. На језеру се укупно налази око 60 пристаништа. Отока језера је река Вуоксен која га спаја са највећим европским језером Ладогом (Русија).
Језеро је повезано Сајма каналом (дужине 42,5 km) са Финским заливом. Остали канали језеро Сајма спајају са мањим језерима у источној Финској и чине мрежу водених путева. Ови водени путеви се углавном користе за транспорт дрвета, минерала, метала, целулозе, али и за потребе туризма.
Име Сајма вероватно долази од неуралског, неиндоевропског супстратног језика.

## Флора и фауна
Предео око језера био је богат шумом. Међутим интензивна сеча шуме и спаљивање ради добијања земљорадничких површина су уништили велики део шума. Део старих шума се очувао само у два национална парка (Linnansaari и Kolovesi) као и на острвима која су и даље прекривена шумом. Ова два национална парка су такође и станиште једна од две слатководне врсте туљана (Phoca hispida saimensis) која живи у овом језеру.

## Настанак
Регион око језера Сајма је настао услед деловања континенталног леденог покривача (ледника) за време последњег леденог доба. Топљењем слоја леда дебелог око 1 километар настала је површина са удубљењима, која су се испунила водом, а од њих је настало језеро Сајма.

## Историја
Настало је глацијала топљењем крајем леденог доба. Главни градови на обали језера су Лапенранта, Иматра, Савонлина, Микели, Варкаус и Јоенсу. Пре око 6.000 година, древно језеро Сајма, за које се процењује да је покривало скоро 9.000 km2 (3.500 sq mi)  у то време, нагло је испуштено кроз нови испуст. Овај догађај је створио хиљаде квадратних километара нових заосталих мочвара. Након овог догађаја, регион је забележио популациони максимум у деценијама које следиле да би се касније вратио еколошком развоју према старим бореалним четинарским шумама што је пратио пад популације.

## Топографија
Река Вуокси тече од Сајме до Ладошког језера. Већина језера је богата острвима, а уски канали деле језеро на многе делове, од којих сваки има своја имена (главни басени укључују Сур-Сајма, Оривеси, Пурувеси, Хаукивеси, Јевеси, Пихлајавеси и Пихеселке). Дакле, Сајма показује све главне типове језера у Финској на различитим нивоима еутрофикације.
На местима у басену Сајма (подручје веће од језера), „овде има више обале по јединици површине него било где другде на свету, укупна дужина је скоро 15.000 km (9.300 mi). Број острва у региону, 14.000, такође показује какав лавиринт детаља има систем.“
- Острво Хиетасари на језеру Сајма
- Тврђава Олавинлина на језеру Сајма
- Обала језера Саимаа

## Природни ресурси
Угрожена слатководна фока, сајмска прстенаста фока, живи само на Сајми. Још једна од угрожених врста језера је сајмски лосос.
Због богатих, лако доступних наслага азбеста, обале језера су највероватније порекло азбест-керамике, врсте грнчарије прављене између в. 1900. п. н. е. – 200. године.
Подручја око језера Сајма су веома популарна локација за летње колибе, као и за крстарења језером.

## Сајмански канал
Канал Сајма од Лаурицале, Лапенранта до Виборга повезује Сајму са Финским заливом. Други канали повезују Сајму са мањим језерима у источној Финској и формирају мрежу водених путева. Ови пловни путеви се углавном користе за транспорт дрвета, минерала, метала, целулозе и другог терета, мада туристи користе водене путеве.

## Значајни људи
- Руски писац Максим Горки[21][22] је отишао у изгнанство близу обале језера Сајма на неко време након што су у његов стан упали припадници Црних стотина[23][24] након Московског устанка 1905. године. Он је писао својој разведеној супрузи Јекатерини, написавши „лепо је овде, као у бајци“.[25]